# Jan Kalinowski (zoolog)
Jan Kalinowski (ur. 17 maja 1857 w Okuniewie, zm. w czerwcu 1941) – polski badacz i kolekcjoner okazów biologicznych, działający na terenie Azji i Ameryki Południowej.

## Życiorys
Urodził się w Okuniewie, gdzie jego ojciec był leśniczym. Rozpoczął pracę u Władysława Taczanowskiego w Muzeum Zoologicznym w Warszawie. Jego pierwsza wyprawa kolekcjonerska, sponsorowana przez hrabiego Konstantego Branickiego, odbyła się na Kamczatkę, wraz z Benedyktem Dybowskim. Pozostawał tam od 1883, podczas gdy Dybowski badał Japonię i Koreę. Zebrane przez niego liczne okazy owadów i ptaków zostały zbadane i uznane za nowe gatunki przez entomologa Oktawiusza Radoszkowskiego. Kalinowski wrócił do Warszawy w 1888 roku i wówczas Taczanowski zlecił mu poszukiwania w Peru. Tutaj poznał i poślubił osiadłą w tym kraju Marię Villamonte. Założył hacjendę „La Cadena”; nadal zbierał okazy i wysyłał je do muzeów w Europie i Ameryce. Był wspierany przez zamożnych europejskich kolekcjonerów muzealnych, m.in. Ksawerego Branickiego i Hansa von Berlepscha.
Był jednym z pierwszych Europejczyków, którzy badali faunę Półwyspu Koreańskiego (w latach 1885–1888; poszukiwał wówczas materiałów do muzeum Władysława Michała Piusa Branickiego). Wiele nazw gatunków z jego kolekcji pochodzi od jego nazwiska, np. goblinek Kalinowskiego (Mormopterus kalinowskii Thomas, 1893), andowiak Kalinowskiego (Thomasomys kalinowskii Thomas, 1894) aguti Kalinowskiego (Dasyprocta kalinowskii Thomas, 1897) i dydelfik Kalinowskiego (Hyladelphys kalinowskii Hershkovitz, 1992).
Zmarł w czerwcu 1941 w Peru, pozostawiając żonę i osiemnaścioro dzieci. Jednym z jego synów był ornitolog Celestino Kalinowski, który działał na rzecz ochrony i utworzenia Parku Narodowego Manú.